# Atractus multicinctus
Atractus multicinctus — вид змій родини полозових (Colubridae). Мешкає в Колумбії і Еквадорі.

## Поширення і екологія
Atractus multicinctus мешкають в прибережних районах на заході Колумбії та на північному заході Еквадору. Вони живуть у вологих рівнинних тропічних лісах, на висоті до 770 м над рівнем моря.